# Rue Agimont
La rue Agimont (en wallon : En Ẳdjîmont) est une rue ancienne de la ville de Liège (Belgique). 

## Situation et accès
Cette rue plate mesurant environ 175 mètres occupe un vallon sans doute jadis occupé par la Légia.
Elle relie la rue de l'Académie  aux rues Saint-Séverin et Hocheporte. 

### Voiries adjacentes
- Rue Saint-Séverin
- Rue Hocheporte
- Rue des Bons Enfants
- Rue de l'Académie

## Origine du nom
L'hypothèse la plus vraisemblable pour l'origine du nom de la rue est celle du patronyme d'un propriétaire local. 

## Historique
Cette rue ancienne de Liège, est mentionnée dès le XIIIe siècle sous le nom Agiermont, puis Agymont au XVIIe siècle. La rue est appelée en wallon : « En Ẳdjîmont ».

## Bâtiments remarquables et lieux de mémoire
Deux établissements scolaires se situent aux deux extrémités de la rue : 
- l'école des Arts et Métiers (EAM) sise au no 9 se trouve en partie dans un hôtel de maître du XIXe siècle lui-même érigé à l'emplacement du couvent des Bons Enfants.
- l'école fondamentale communale d'Agimont-Waroux au no 26 occupe les bâtiments de l'ancien hospice des orphelins de Saint-Éloi.

La mairie du quartier Sainte-Marguerite occupe l'immeuble de coin avec la rue Saint-Séverin et, en face, une petite plaine de jeu se trouve à la jonction de la rue avec la rue Hocheporte.

### Patrimoine classé
Trois immeubles classés sont repris au patrimoine immobilier de la Région wallonne :
| Objet                        | Année de construction / Architecte | Adresse            | Section communale | Coordonnées                      | Numéro d’inventaire | Illustration |
| ---------------------------- | ---------------------------------- | ------------------ | ----------------- | -------------------------------- | ------------------- | ------------ |
| Maison                       |                                    | Rue Agimont no 20  | Saint-Laurent     | 50° 38′ 46″ nord, 5° 34′ 02″ est | 62063-CLT-0012-01   | Maison       |
| Maison - Façades et toitures |                                    | Rue Agimont, no 22 | Saint-Laurent     | 50° 38′ 46″ nord, 5° 34′ 01″ est | 62063-CLT-0340-01   | Maison       |
| Maison - Façades et toitures |                                    | Rue Agimont, no 26 | Saint-Laurent     | 50° 38′ 47″ nord, 5° 33′ 59″ est | 62063-CLT-0261-01   | Maison       |